# غایب‌گرایی
غایب‌گرایی (به انگلیسی: Absenteeism) یا اَبسِنتیسم یا غيبت‌گرایی؛ تمايل به واگذاری اختيارات مالک غايب به مباشر توليدكننده حاضر. مالک از متعلقات خود دور است و از طريق مباشر از تغييرات و رويدادهاي حاصله در دارايی و املاكش آگاه می‌شود. غايب‌گرايی تا سده نوزدهم در اروپای غربی و تا سده بيستم در اروپای شرقی متداول بود ولی بتدريج منسوخ گرديد. در اغلب كشورهای آسیایی مالكان عمده‌ای هستند كه بدون زندگی در املاک خود يا بدون دخالت مستقيم در اداره آنها، از عوايد املاک وسيع خود بهره می‌برند. البته اين نوع مالكيت در كشورهای آسیایی نيز رو به زوال است.
امروزه غايب‌گرایی به بهره‌برداری از سرمايه نيز گفته می‌شود. بسياری از سرمايه‌داران بدون آنكه مستقيماً در كار توليدی و يا اداره شركت‌ها دخالت داشته باشند، با خريد سهامِ شركت‌هایی، منابع ثروت را كنترل مي‌كنند و از سود آنها بهره می‌برند.
همچنين غایب‌گرایی به غيبت كارگر يا كارمند از محل كار خود و دورکاری او اشاره دارد.

## یادداشت
1. ↑  Absenteeism